# Edição de ARN
A edição de RNA é um processo molecular através do qual algumas células podem fazer alterações discretas em seqüências de nucleótidos específicas dentro de uma molécula de ARN depois de ter sido gerada por ARN-polimerase.